# Wilhelm I. (Hessen-Rotenburg)

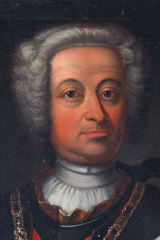
Wilhelm I. „der Ältere“ von Hessen-Rotenburg

Wilhelm I. „der Ältere“ von Hessen-Rotenburg (* 15. Mai 1648 in Kassel; † 20. November 1725 in Langenschwalbach) war ab 1683 Landgraf von Hessen-Rotenburg. Er war ein Sohn von Ernst I. von Hessen-Rheinfels-Rotenburg. Wilhelm erhielt den Beinamen „der Ältere“ zur Unterscheidung von seinem Neffen Wilhelm von Hessen-Wanfried.

## Leben
Nach dem Tod seines Vaters wurde Wilhelm Landesherr in einer Hälfte der Rotenburger Quart, dem von Landgraf Moritz von Hessen-Kassel an die Söhne seiner zweiten Frau, Juliane, als Mediatherrschaft gegebenen Viertel der Landgrafschaft Hessen-Kassel. Er residierte in Rotenburg an der Fulda, hielt sich jedoch oft in Langenschwalbach im Taunus auf. Seine Nachkommen stellten in direkter Linie die nachfolgenden Regenten in Rotenburg; sein Enkel Ernst Konstantin vereinte die  Quart wieder in einer Hand.
Wilhelms Herrschaftsbereich umfasste die Domänen der Niedergrafschaft Katzenelnbogen, die Ämter und Schlösser Rheinfels, Reichenberg und Hohenstein, sowie einen Anteil an Umstadt und am Vierherrischen an der Lahn. Stadt und Amt Eschwege tauschte er mit seinem Bruder Karl gegen Stadt und Amt Rotenburg. Zudem besaß er als Präzipuum die Güter Falkenberg, Cornberg und Langenschwalbach. Außerdem bezog er Einkünfte aus dem hessischen Viertel an Rhein-, Wein-, Land- und Wollzoll und am Bopparder Wartpfennig.
Wilhelm starb 1725 und wurde in Langenschwalbach in der katholischen Kirche St. Elisabeth beigesetzt.

## Familie
Wilhelm heiratete am 3. März 1669 in Rochefort die Gräfin Maria Anna von Löwenstein-Wertheim (* 1652). Anna starb bereits 1688 und wurde im Franziskanerkloster in Boppard bestattet. Er hatte mit ihr acht Kinder, darunter seinen Nachfolger Ernst II. Leopold:
1. Eleanore (* 26. November 1674)
2. Marie Eleonore (* 25. September 1675), vermählt mit Theodor Eustach, Pfalzgraf von Sulzbach
3. Elisabeth Catharina Felicitas (* 14. Februar 1677), vermählt 1. mit Franz Alexander, Fürst von Nassau-Hadamar, vermählt 2. mit Anton Ferdinand, Graf von Attems
4. Sophie (* 4. April 1678)
5. Maria Amelie Wilhelmine (* 6. August 1679)
6. Johannetta (* 12. September 1680), Pröpstin im Stift Essen
7. Ernestina (* 23. Oktober 1681), vermählt mit Roberto, Conde de La Cerda de Villalonga
8. Ernst Leopold (* 15. Juni 1684; † 29. November 1749), Landgraf von Hessen-Rotenburg, vermählt mit Eleonore Maria Anna von Löwenstein-Wertheim